# Ever Espinoza
Ever Espinoza (Caracas, Venezuela; 16 de febrero de 1985) es un exfutbolista venezolano que jugaba como delantero y su último equipo fue Llaneros de Guanare de la Segunda División de Venezuela.

## Biografía
Es un gran jugador debido a su rapidez. 
Su debut lo tuvo con el Caracas FC, en 2008 fue prestado ha Llaneros de Guanare y en 2009 vuelve al Caracas junto con otros jugadores de Llaneros.Sin embargo para la temporada 2010/11 regresa con el llaneros, donde tuvo una destacada campaña, donde consiguió el récord de más goles anotados por un jugador en la Segunda División llevando al club a finalizar líder del campeonato.